# Hornbach (Baumarkt)
Die Hornbach Baumarkt AG (Eigenschreibweise: HORNBACH) ist ein Betreiber von Bau- und Gartenmärkten mit Sitz in Bornheim (Pfalz). 
Sie ist eine Tochtergesellschaft der börsennotierten Hornbach Holding AG & Co. KGaA.
Die Hornbach Baumarkt Gruppe betreibt 169 Bau- und Gartenmärkte und Onlineshops in Deutschland, Österreich, der Schweiz, Tschechien, der Slowakei, Rumänien, Frankreich, Luxemburg, Schweden und den Niederlanden, davon 96 Märkte sowie zwei Fachmärkte für Hartbodenbeläge in Deutschland. Die durchschnittliche Verkaufsfläche eines Bau- und Gartenmarktes beträgt rund 11.800 Quadratmeter.

## Geschichte

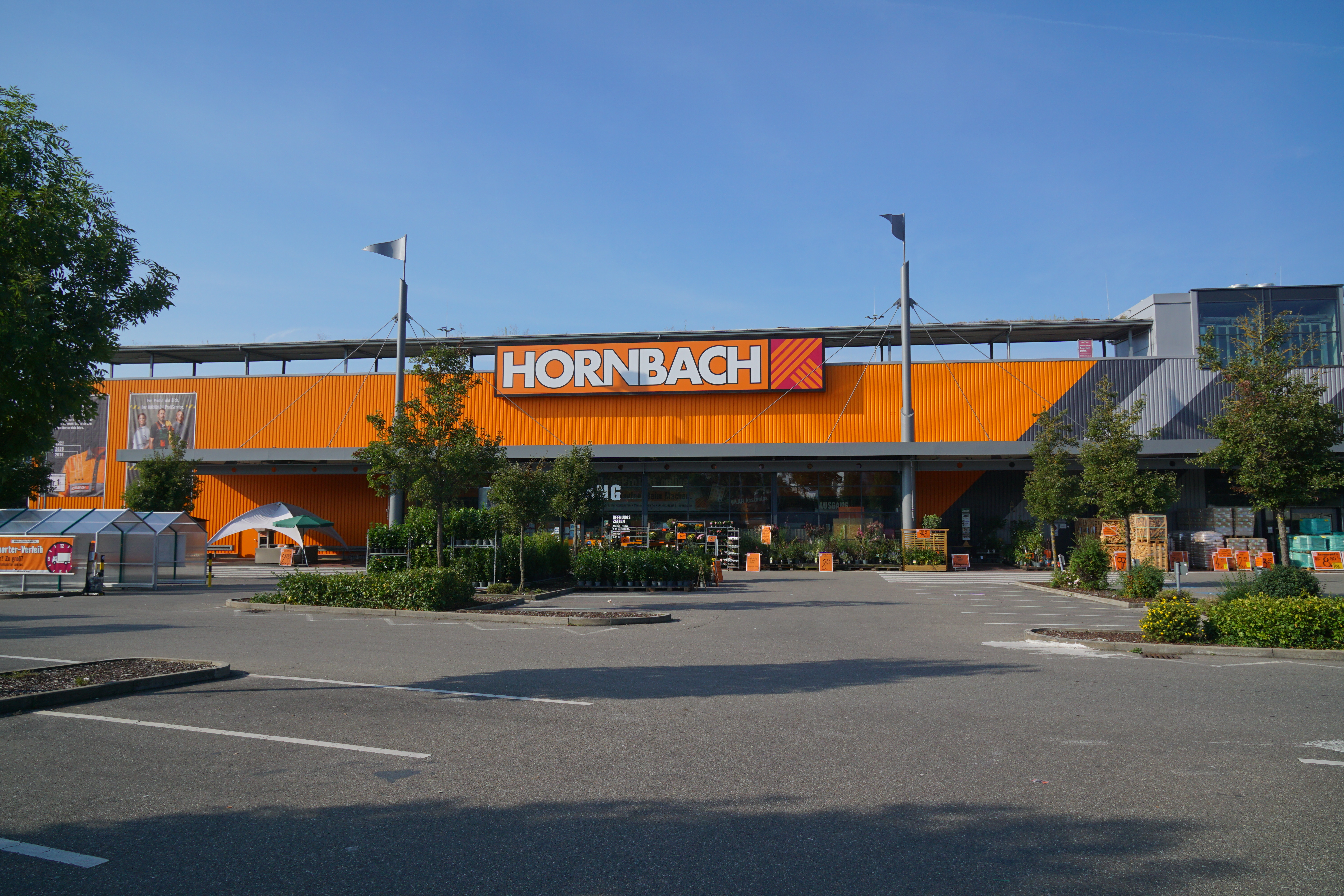
Filiale in Sindelfingen

1877 gründete Schieferdeckermeister Michael Hornbach in Landau in der Pfalz einen Handwerksbetrieb. Dieser wurde im Jahr 1900 von seinem Sohn Wilhelm Hornbach um eine Baumaterialien-Handlung erweitert. Der Urenkel des Firmengründers, Otmar Hornbach, eröffnete 1968 in Bornheim (Pfalz) den ersten kombinierten Bau- und Gartenmarkt Europas. Sein Sohn Albrecht ist heute Vorsitzender des Aufsichtsrats. Sein jüngerer Sohn Steffen Hornbach war bis Ende 2019 Vorsitzender des Vorstands der Hornbach Baumarkt AG.
1987 ging das Unternehmen als Aktiengesellschaft erstmals an die Börse. Im Zuge des zweiten Börsengangs, 1993, entstanden aus der Hornbach AG die Hornbach Holding AG (heute: Hornbach Holding AG & Co. KGaA) und die Hornbach-Baumarkt-AG (heutige Schreibweise: Hornbach Baumarkt AG).

## Delisting 2022
Im Dezember 2021 hat die Hornbach Holding angekündigt, dass die Hornbach Baumarkt AG vom Aktienmarkt genommen werden soll. Das angestrebte Delisting löst ein Delisting-Angebot für die ausstehenden Aktien aus. Als Anreiz, das Angebot anzunehmen, wurde ein Aufschlag von ca. 30 % auf den gewichteten Durchschnittskurs der letzten sechs Monate angeboten. Das Delisting stand bereits bei Angebotsvorlage fest, da die Hornbach Holding bereits zu diesem Zeitpunkt über den erforderlichen Anteilsbesitz verfügte. Zur Finanzierung des Ankaufs der 7,5 Mio. Aktien hatte sich die Holding eine Zwischenfinanzierung über 400 Mio. Euro gesichert. Das Delisting erfolgte Ende Februar 2022. Trotz des Aufschlags von ca. 30 % lief der Aktienankauf nicht gut. Die Holding konnte ihren Anteil nur von ca. 76 % auf 90,85 % steigern und verfehlte die für einen Squeeze-Out erforderliche Schwelle von 95 % sehr deutlich. In einer Stellungnahme hat Karin Dohm (CFO) betont, dass ein Squeeze-Out derzeit nicht geplant sei. Der Anteil wurde inzwischen auf 93,7 % (Stand: 29. Februar 2024) erhöht.